# 10894 Накаі
10894 Накаі (10894 Nakai) — астероїд головного поясу, відкритий 30 вересня 1997 року.
Тіссеранів параметр щодо Юпітера — 3,194.